# تپه دوتلان
تپه دوتلان مربوط به دوران پیش از تاریخ ایران باستان تا دوران‌های تاریخی پس از اسلام است و در شهرستان پاسارگاد، بخش هخامنش، شرق مجموعه پاسارگاد واقع شده و این اثر در تاریخ ۹ اردیبهشت ۱۳۸۲ با شمارهٔ ثبت ۸۴۹۲ به‌عنوان یکی از آثار ملی ایران به ثبت رسیده است.